# Rosoxacin
A rosoxacin kinolon-típusú antibiotikum. A légutak, húgyutak, emésztőrendszer, a központi idegrendszer fertőzései és legyengült immunrendszerű betegek esetén alkalmazzák. Hatékony a penicillin-rezisztens baktériumok ellen. Egyszeri, szájon át adott szer, melynek nincsenek meg a parerentális (emésztőrendszert megkerülő) adagolás okozta káros mellékhatásai, melyek jól ismertek a penicillinnél (pl. a túlérzékenység következtében fellépő sokk).
Első generációs szernek minősítették.

## Működésmód
A baktérium DNS-replikáló képességét gátolja azáltal, hogy kötődik a DNS-giráz (II-es típusú topoizomeráz) enzimhez, és a IV-es típusú topoizomeráz enzimekhez, melyek a baktérium-DNS kettős spiráljának fellazulásához, „visszacsavarodásához”, kettéválásához, duplikálásához, átírásához, javításához és rekombinációjához szükségesek.
A rosoxacin széles körben alkalmazható mind Gram-pozitív, mind -negatív baktériumok ellen.

## Készítmények
- Eracine
- Roxadyl
- Winuron

## Fordítás
Ez a szócikk részben vagy egészben  a   Rosoxacin című angol Wikipédia-szócikk fordításán alapul.  Az eredeti cikk szerkesztőit annak laptörténete sorolja fel. Ez a jelzés csupán a megfogalmazás eredetét és a szerzői jogokat jelzi, nem szolgál a cikkben szereplő információk forrásmegjelöléseként.